# Prison de la liberté
Pour plus de détails, voir Fiche technique et Distribution.
Prison de la liberté (Johnny Holiday) est un film américain réalisé par Willis Goldbeck, sorti en 1949.

## Fiche technique
- Titre original : Johnny Holiday
- Titre français : Prison de la liberté
- Réalisation : Willis Goldbeck
- Scénario : Willis Goldbeck, Frederick Stephani, R. W. Alcorn et Jack Andrews
- Photographie : Hal Mohr
- Montage : Richard Fritch
- Musique : Franz Waxman
- Pays de production : États-Unis
- Format : Noir et blanc - 1,37:1
- Genre : policier
- Durée : 92 minutes
- Date de sortie : 1949

## Distribution
Source : imdb.com
- William Bendix : Sergent Walker
- Stanley Clements (en) : Eddie Duggan
- Hoagy Carmichael : Hoagy Carmichael
- Allen Martin Jr. : Johnny Holiday
- Greta Granstedt (en) : Mme Holiday
- Herbert Newcomb : Dr Piper
- Donald Gallagher : Lang
- Jack Hagen : Jackson
- George Cisar (en) : Barney Duggan
- Henry F. Schricker (en) : lui-même
- Leo Cleary (en) : Trimble